# Gyllenhierta
Gyllenhierta är en utslocknad finlandssvensk adelsätt med egendomar och bosättning i landskapet Egentliga Finland. 

## Historik
Enligt en obestyrkt tradition skall ätten ha samma ursprung som ätterna Giertta, Hierta, och Sabelhierta. Den anges vara "urgammal", men den förste med känt namn var Nils Svensson till Hevonpää (Viksberg) i Pemars socken, som avled omkring 1565. Den utslocknade under något av 1600-talets tre sista decennier.
Släkten förde ursprungligen ett vapen med ett rött hjärta omkransat av gyllne eldsflammor. Vid Riddarhusets nyorganisering introducerades den med nummer 4 med namnet Hierta af Hevonpää, och färgen på hjärtat ändrades från rött till guld. Senare ändrades namnet till Gyllenhierta och ättnumret till 40. I en variant av vapnet var eldsflammorna målade som en rosenkrans, vilket fick en gren av ätten att kalla sig Rosencrantz efter deras tolkning av vapnet.
Ättens manliga medlemmar var yrkesverksamma som militärer, flera som ryttmästare och två som majorer i kavalleriet. En person som bröt med traditionen var Christer Nilsson Rosencrantz (1608–1669). Efter en militär karriär med ryttmästargrad som slutpunkt blev han 1635 assessor vid Åbo hovrätt och 1655  häradshövding i Sääksmäki härad. Vid riksdagen 1668 bestreds hans rätt till namnet Rosencrantz av Leonard (eller Lennart) Gustaf Rosencrantz från Rosencrantz-ätten med nummer 197.
När Christer Nilsson Rosencrantz dog året efter, var hans ogifte son Nils Rosencrantz ende kvarvarande manige medlem av släkten. Denne led av spetälska och skulle enligt ett beslut 1670 placeras på Själö hospital i Åbolands skärgård. Man antar att beslutet genomfördes, och att ätten Gyllenhierta utslocknade på svärdssidan med Nils Rosencrantz död något av de påföljande decennierna.